# Метрика Геделя
Метрика Геделя — точний розв'язок рівнянь Ейнштейна, який Курт Гедель отримав 1949 року. Цей розв'язок породжений тензором енергії-імпульсу, який складається із двох частин; перша являє собою густину матерії однорідно розподілених обертових частинок пилу, а друга — ненульову космологічну сталу.
Цей розв'язок має деякі дивні властивості, зокрема, допускає існування замкнутих часоподібних ліній, що дозволяють деякі види подорожей у часі. Як космологічний розв'язок метрика Геделя виглядає дещо штучно, оскільки значення космологічної сталої точно налаштовується, щоб відповідати густині частинок пилу, проте цей простір-час важливий із педагогічної точки зору.

## Визначення
Як і будь-який лоренців простір-час, розв'язок Геделя можна задати метричним тензором у системі локальних координат:
{\displaystyle ds^{2}={\frac {1}{2\omega ^{2}}}\,\left(-\left(dt+e^{x}\,dz\right)^{2}+dx^{2}+dy^{2}+{\frac {1}{2}}e^{2x}\,dz^{2}\right),}
{\displaystyle -\infty <t,x,y,z<\infty }
де {\displaystyle \omega } — ненульова дійсна стала, що являє собою кутову швидкість, виміряну спостерігачем, який не обертається і рухається разом з однією з частинок пилу.

## Космологічна інтерпретація
Як і автор, ми можемо як інтерпретацію прийняти галактики за частинки пилу. В цьому випадку метрика Геделя стає космологічною моделлю обертового Всесвіту. Оскільки в ній відсутнє розширення Габбла, її не можна вважати хоч трохи реалістичною моделлю нашого Всесвіту. Однак вона є гарним прикладом альтернативного всесвіту, який, в принципі, допускає загальна теорія відносності (якщо визнати легітимність ненульової космологічної сталої).